# 北美电话区号205和659

亚拉巴马州205区号覆盖区域

电话区号205是北美电话区号计划中覆盖亚拉巴马州西部和中部的电话区号，包括伯明翰和塔斯卡卢萨等城市。在1947年初创时，该区号本是亚拉巴马州全州的唯一区号。到了20世纪90年代，亚拉巴马州很明显已经不能只是用单一区号了。除了人口增长外，移动电话和寻呼机的普及也加速了号码资源的耗竭。另外由于该州所在的数个话务区都覆盖到临近的州，这进一步限制了号码资源。例如亚拉巴马州东部大部分地区都隶属于亚特兰大话务区。
1995年，该州蒙哥马利以南全部拆分到区号334之下。在1998年进一步将北部和东部地区拆分到区号256/938之下，成为了205区号现在的覆盖范围。根据规划，为缓解号码资源压力，659区号将作为重叠电话区号引入，在2019年10月生效。

## 区号覆盖县
- 比伯县（绝大部分，有一小部分归属区号334）
- 布朗特县
- 奇尔顿县（绝大部分，有一小部分归属区号334）
- 埃托瓦县（一小部分，绝大部分归属区号256/区号938）
- 費耶特縣
- 富蘭克林縣（一小部分，绝大部分归属区号256/区号938）
- 格林縣
- 黑尔县
- 傑佛遜縣
- 拉马尔县
- 馬里昂縣
- 佩里县
- 圣克莱尔县
- 謝爾比縣
- 薩姆特縣
- 塔斯卡卢萨县
- 沃克縣
- 温斯顿县

## 区号覆盖城市
- 阿拉巴斯特
- 伯明翰
- 贝瑟默
- 炭山
- 克兰顿
- 哥伦比亚纳
- 费尔菲尔德
- 费耶特
- 富尔顿戴尔（英语：Fultondale, Alabama）
- 加登
- 霍姆伍德
- 胡艾镇
- 胡佛
- 碧玉
- 利兹
- 利文斯顿
- 蒙特瓦洛
- 诺斯波特
- 奥尼昂塔
- 佩勒姆
- 佩尔城
- 萨米顿
- 特鲁斯维尔
- 塔斯卡卢萨
- 沃里尔
- 温菲尔德